# Narrativa western
La narrativa western è quella narrativa di genere che comprende romanzi e racconti ambientati nel vecchio West. Nasce nel XVIII secolo e narra di viaggi in terre lontane del continente americano e di storie di guerra, d'amore e d'avventura, attraverso personaggi come i cowboys, i pionieri e gli indiani d'America.

## Sviluppo letterario
Il romanzo western ha un maggiore sviluppo con la nascita della letteratura di massa e trova piena espressione nel Novecento, grazie ad una famosa serie di singoli romanzi di autori americani, come Michael Blake, padre letterario del celebre Balla coi lupi (da cui è stato tratto un omonimo film diretto e interpretato da Kevin Costner); come William Barby Faherty, inventore del personaggio di Léon Alastray, protagonista del romanzo I cannoni di San Sebastian (A Wall for San Sebastiàn), trasposto cinematograficamente da Henri Verneuil nel 1967 in un omonimo film; ed anche, come lo scrittore statunitense Elmore Leonard, celebre soprattutto per la sua raccolta di storie western, Tutti i racconti western, che comprende 30 racconti interessanti, ambientati nel continente americano, tra cui Quel Treno per Yuma, che ebbe due famose trasposizioni cinematografiche (una del 1957, diretta da Delmer Daves, e un'altra del 2007, con James Mangold nella veste di regista).

## Il western in lingua italiana
Le prime opere che possono essere pienamente inserite nel genere del romanzo western in italiano furono scritte nella seconda metà dell'Ottocento dallo scrittore veronese Emilio Salgari. Nella sua vasta carriera letteraria, troviamo il cosiddetto Ciclo delle avventure nel Far West, iniziato nel 1908 con Sulle frontiere del Far West, continuato nel 1909 con La scotennatrice, ambientato in pieno territorio indiano, e conclusosi con Le selve ardenti, nel 1910.
Emilio Salgari, com'era già successo con i suoi altri romanzi, dalle accurate ambientazioni esotiche, come Il corsaro nero, non aveva mai avuto l'opportunità di viaggiare, tanto meno di visitare gli sconfinati territori del Far West, ma, nonostante ciò, egli si era documentato minuziosamente su come erano costruite le cittadine di frontiera, su com'erano realmente le praterie, e su qual era il rapporto tra indiani e pionieri, e aveva realizzato, con tutte queste informazioni, questi tre romanzi.

## Commistioni
In tempi più recenti si è sviluppato un nuovo tipo di narrativa western, la così definita "western-fantasy" o "weird western" o (in italiano) "fantawestern", vale a dire una sorta di miscela tra il tradizionale western (ambientato nel Far West americano) e il diffuso genere fantasy-horror. Sebbene i primi romanzi risultino degli anni cinquanta, tale tendenza è tornata di moda.
| Controllo di autorità | LCCN (EN) sh85146287 · BNF (FR) cb12652834h (data) · J9U (EN, HE) 987012440947305171 |